# جاومي سيرا سيرا
جاومي سيرا سيرا (بالكتالونية: Jaume Serra Serra)‏ هو سياسي أندوري، ولد في 11 يونيو 1959 في أندورا. حزبياً، نشط في Liberals of Andorra ‏. وقد انتخب عضو المجلس العام لأندورا ‏.